# Beloiarski
Beloiarski (en rus: Белоярский) és una ciutat de Rússia, del Districte Autònom Khanti-Mansi — Iugrà. La població és, segons el cens rus de 2021, de 19.994 habitants. Beloiarski es troba a la riba del riu Kazim, un afluent de l'Obi, a 325 km al nord-oest de Khanti-Mansisk, la capital de la regió, i a 1.833 km al nord-est de Moscou, la capital del país.

## Història
Beloiarski fou fundada el 1969 com una ciutat petroliera, anomenada Beli Iar, en el marc del desenvolupament de jaciments de gas natural al nord de l'óblast de Tiumén i de la construcció d'una estació de compressió de gas a Nadim-Punga. Beloiarski rebé l'estatus de vila urbana el 1973 i el de ciutat el 1988.